# Monique Esser
 (septembre 2018).
Monique Esser (née en 1938 à Nyiamitaba-Masisi, anciennement au Congo belge) est professeur émérite à la faculté de psychologie et des sciences de l'éducation de l'université catholique de Louvain-la-Neuve, en Belgique. Elle est également formatrice et psychothérapeute en programmation neuro-linguistique appliquée à la psychothérapie. 

## Formation universitaire
Elle est docteur en sciences pédagogiques[réf. souhaitée] de l'université catholique de Louvain, avec une thèse intitulée « L'Insertion des étudiants en première année universitaire » primée à deux reprises[réf. souhaitée] : par le prix Tobee Jonkheere de l'Académie royale de Belgique en 1980 et par le grand prix du CRIEP (Centre de recherche et d'information sur les études et les professions), en 1979.
Elle est professeur émérite de l'université de Louvain
Monique Esser s'est formée durant plusieurs années à la psychosociologie, puis à l'approche rogérienne et à l'analyse transactionnelle au CFIP (Centre de formation psychosociologique), à Bruxelles. Elle a été certifiée comme praticien en 1985, maitre-praticien en 1987 et enseignante en PNL par le New York Training en 1989. Elle s'est aussi formée à l'hypnose ericksonienne avec A. Linden, S. Gordlstone et S. Brooks, de 1994 à 1996.   
Occasionnellement, Monique Esser officie comme psychosociologue de 1980 à 1985. De 1978 à 1988, elle donne des séminaires divers dans l'Enseignement supérieur de Nursing (ACN et Deux Alices). De 1983 à 1991, elle est superviseur dans un IMP.[réf. nécessaire]
En PNL, elle a donné des formations certifiantes de praticien et de maître praticien en PNL de 1985 à 1991 dans une Association humaniste (Synergie) et à l'université de Lille III, Département d'Éducation Permanente de 1985 à 1999. Elle a également certifié plusieurs formateurs en PNL.

## Pratique de la psychothérapie
Monique Esser pratique la psychothérapie depuis 1980, d'abord dans la perspective rogérienne, puis en analyse transactionnelle et, depuis 1986, en PNL.
Elle est titulaire du certificat européen de psychothérapie (CEP) depuis 2003.
Elle considère que la PNL est, par construction, une approche psychothérapeutique. Monique Esser s'inquiète de son éthique et de son manque d'élaboration intellectuelle dans son essaimage tout public et dans son usage commercial.

### Ouvrages
- La PNL en perspective, Bruxelles, Labor, 2003 (ISBN 2-8040-1792-3).
- (dir.) La Programmation neuro-linguistique en débat : repères cliniques, scientifiques et philosophiques, Paris, L’Harmattan, 2004, 289 p. (ISBN 2-7475-6775-3, lire en ligne).
- (dir.) La PNL en psychothérapie, Bruxelles, Satas, 2014

### Articles
- (1995) « Réflexion épistémologique et PNL » (1re partie), Métaphore, journal de NLPNL, no 14, (conférence transcrite par F. Balta).
- (1995) « Réflexion épistémologique et PNL » (2e partie), Métaphore, journal de NLPNL, no 15, (conférence transcrite par F. Balta).
- (1996) « L’Empathie dans la programmation neuro-linguistique », Séminaire d’Anthropologie philosophique 1995-1996, université catholique de Louvain.
- (1996) « Modéliser le savoir-faire et le savoir-être des bons évaluateurs », colloque de l’ADMEE, Louvain-la-Neuve.
- (2002) « La Programmation neuro-linguistique », in Duruz N. & Gennart, M. (2002), p. 375-404.
- (2003) La PNL en perspective, édition revue et augmentée, Bruxelles, Labor.
- (2003) « Comprendre pour accompagner dans "la culture de l'individu », ARIATE 10e colloque international "Comment accompagner ?", mars 2003, Charleroi - Belgique
- (2007) « Vous avez dit modélisation ? » ? Enjeux, portée et significations pour la PNL, L'Harmattan
- (2010) "Questionner le sens de la PNL et de la PNLt", colloque NLPNL, 20 septembre 2010.
- Nicolas Duruz et Michèle Gennart, Traité de psychothérapie comparée, Genève, Médecine et Hygiène, 2002, 425 p. (ISBN 978-2-88049-168-0).